# Music Has the Right to Children
Music has the right to children es un álbum del grupo IDM británico Boards of Canada, lanzado el 20 de abril de 1998 en Europa y el mismo día de julio en Estados Unidos. 
El álbum representó el primer trabajo relevante de Boards of Canada, recibió excelentes críticas y sirvió para catapultar el grupo hacia el éxito. En poco tiempo se perfilaron como uno de los grupos revelación de ese año, en el campo de la música electrónica. 
Tanto el EP "Twoism" como "Boc Máxima" ya contienen algunas canciones de este álbum.
El álbum no contiene lírica en el sentido tradicional, en lugar de eso usan texturas musicales provenientes de programas televisivos así como numerosas voces sintetizadas. Se caracterizan por combinar pequeñas canciones de alrededor de un minuto como Wildlife Analysis con otras de larga duración, con muchos sonidos que recuerdan la niñez.
Esa es la esencia que transmiten con este disco, la nostalgia. Algunas canciones tienen un ambiente claustrofóbico (Sixtyten o Turquoise Hexagon Sun) mientras que otras son mucho más relajadas (Aquarius o Smokes Quantity), sin dejar de lado los ritmos hip hop muy latentes en canciones como Rue the Whirl. El disco termina con Happy Cycling, una canción larga mestizada con jazz, música clásica y trip hop.

## Lista de canciones
1. "Wildlife Analysis" – 1:17
2. "An Eagle in Your Mind" – 6:23
3. "The Colour of the Fire" – 1:45
4. "Telephasic Workshop" – 6:35
5. "Triangles and Rhombuses" – 1:50
6. "Sixtyten" – 5:48
7. "Turquoise Hexagon Sun" – 5:07
8. "Kaini Industries" – 0:59
9. "Bocuma" – 1:35
10. "Roygbiv" – 2:31
11. "Rue the Whirl" – 6:39
12. "Aquarius" – 5:58
13. "Olson" – 1:31
14. "Pete Standing Alone" – 6:07
15. "Smokes Quantity" – 3:07
16. "Open the Light" – 4:25
17. "One Very Important Thought" – 1:14
18. "Happy Cycling" – 7:51 (incluido solo en 1998 en el sello U.S. Matador, en 2004 Warp relanzó el disco incluyéndola)

## Recepción
El disco ha recibido reseñas extremadamente positivas, con muchas fuentes citándolo como un disco seminal del género IDM, de la música electrónica en general, ambient, trip-hop, e incluso del rock y post-rock, donde bandas como Radiohead muestran la influencia de "MHTRTC" en sus trabajos, desde el "Kid A" en adelante.
Un aspecto en que varios críticos han concordado, es en el incesante sonido que recuerda a la niñez y recurre a la nostalgia. Muchas personas han afirmado que escuchando este disco se logran sentimientos como recuerdos de tiempos pasados, como si el álbum fuese un soundtrack de la vida. En efecto, la mayoría de los temas poseen este "aire" de la infancia. Otras personas señalan que el álbum hace vivir al que lo escucha sensaciones nunca antes vividas con respecto al mismo tema. Sin embargo, al igual que su sucesor "Geogaddi", el concepto suele opacar a la música en sí misma.

## Miscelánea
- Roygbiv contiene la primera letra (en inglés) de cada color del arco iris, por orden: Red (rojo), Orange (naranja), Yellow (amarillo), Green (verde), Blue (azul), Indigo (rosa), Violet (violeta).
- Aquarius contiene voces tomadas de la serie infantil Barrio Sésamo (versión inglesa), se oye a un niño reír y decir "Yeah that's Right".
- Turquoise Hexagon sun se refiere al estudio que tienen los Boards of Canada en Escocia llamado "Hexagon Sun" que agrupa amigos y conocidos de Michael y Marcus.
- One Very Important Thought contiene un fragmento de la voz de una película pornográfica llamada "A Brief Affair".
- Una imitación de la canción Roygbiv fue utilizada en spots publicitarios de la Universidad Santo Tomás de Chile.
- La canción The Color of the Fire aparece en el álbum de la saga Old Tunes "A Few Old Tunes" pero renombrada I Love U.
- (Bocuma, Roygbiv, Wildlife Analysis, Turquoise Hexagon Sun, One Very Important Thought) aparecen en el álbum Boc Maxima.
- (Turquoise Hexagon Sun) también aparece en el EP Hi Scores
- (Smokes Quantity) aparece en el EP Twoism.